# Música de Groenlàndia

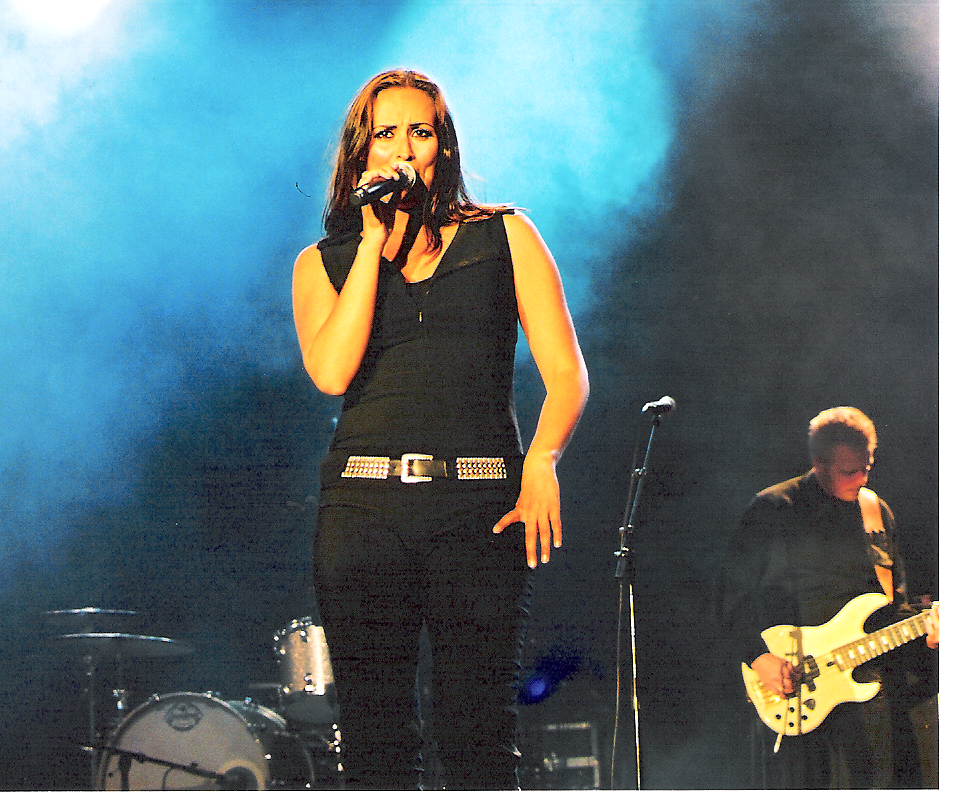
Julie Berthelsen, cantant groenlandesa nascuda a Dinamarca, actuant a Copenhaguen el 2007

La música de Groenlàndia és una barreja de dues fonts primàries, la Inuit i la danesa, amb influències afegides dels Estats Units i el Regne Unit. La discogràfica més important és ULO, de la ciutat de Sisimut. Va ser creada per Malik Hoegh i Karsten Sommer. ULO grava diversos estils musicals: bandes de rock groenlandès com Sume, cantants de pop com Rasmus Lyberth, grups de hip-hop com Nuuk Posse o també música folk Inuit. Alguns elements de la música moderna de Groenlàndia els ha incorporat a les seves composicions el músic de jazz Kristian Blak.
L'estil musical de Groenlàndia ha estat descrit com un rock country, tant per la música com per les lletres, segons el músic groenlandès Hans Rosenberg. Pel ministre danès d'afers exteriors, tota la música de Groenlàndia, excepte les danses de tambors, està influenciada per estils externs.